# Tihomir Kostadinov
Tihomir Kostadinov (tiếng Macedonia: Тихомир Костадинов; sinh 4 tháng 3 năm 1996 ở Skopje) là một tiền vệ bóng đá Macedonia hiện tại thi đấu cho câu lạc bộ Fortuna Liga MFK Ružomberok.

## Sự nghiệp câu lạc bộ

### Moravac
Sinh ra ở thủ đô của Macedonia Skopje, Kostadinov ra mắt chuyên nghiệp bằng việc thi đấu ở đất nước láng giềng Serbia, cùng với FK Moravac Mrštane ở Serbian First League 2014–15, giải hạng hai Serbia.

### FC ViOn Zlaté Moravce - Vráble
Kostadinov ra mắt tại Fortuna Liga cho FC ViOn Zlaté Moravce - Vráble trước Spartak Myjava ngày 16 tháng 7 năm 2016.